# Гербич, Николай Дементьевич
Николай Дементьевич Гербич (7 сентября 1933 — 6 июня 1994) — передовик советского сельского хозяйства, звеньевой механизированного звена совхоза «Кегичёвка» Кегичёвского района Харьковской области, Герой Социалистического Труда (1971).

## Биография
Родился в 1933 году в Харьковской области Украинской ССР. Украинец.
Во время Великой Отечественной войны с 1941 по 1943 годы проживал на оккупированной немцами территории.
После окончания школы начал работать прицепщиком. позже освоил специальность тракториста и начал работать на тракторе. Активно внедрял новые приёмы земледелия. Стал добиваться высоких результатов - до 250 центнеров сахарной свёклы с гектара.
В 1962 году возглавил механизированное звено по выращиванию сахарной свёклы. Постоянно совершенствовал и вносил рационализаторские предложения. Производительность труда выросла в 4 раза. В 1970 году получил урожай 338 центнеров сахарной свёклы с гектара, себестоимость которой была на 30% ниже чем в среднем по району.
Указом Президиума Верховного Совета СССР от 8 апреля 1971 года за выдающиеся успехи и достигнутые в развитии сельского хозяйства и выполнении пятилетнего плана по продажи государству продуктов земледелия и животноводства Николаю Дементьевичу Гербичу было присвоено звание Героя Социалистического Труда с вручением ордена Ленина и медали «Серп и Молот».
Продолжал работать в совхозе.
Жил в посёлке Красное Кегичёвского района Харьковской области. Умер 6 июня 1994 года.

## Награды
За трудовые успехи был удостоен:
- золотая звезда «Серп и Молот» (08.04.1971)
- орден Ленина (31.12.1965)
- орден Ленина (08.04.1971)
- Орден Октябрьской Революции (23.06.1966)
- другие медали.